# Idioma kven
El idioma kven es una lengua urálica del grupo balto-fínica hablada por entre 2000 y 8000 personas en Noruega. Es usada por la población kven del noreste de Noruega y tiene reconocimiento oficial como lengua minoritaria. Tradicionalmente había sido considerada como un dialecto fínico. Recibió su estatus de oficialidad en 2005 dentro del trato de idiomas de regiones y minoría de la Unión Europea.
Está estrechamente emparentado con el meänkieli y más distantemente relacionado con el  carelio.

## Ejemplo
| Kven: Kvääninkieli oon se kieli mitä kväänit oon puhuhneet ja vielä tääpänäki puhhuuvat, ja mikä oon säilyny ruottalaistumisen ja norjalaistumisen läpi minuriteettikielenä. Minun mielestä Torniolakson «meiän kieliki» oon vanhaa kvääninkieli tahi vanhaala meiđän kielelä kaihnuunkieli. | Finlandés estándar: Kveenin kieli on se kieli, jota kveenit ovat puhuneet ja vielä tänä päivänäkin puhuvat, ja joka on säilynyt ruotsalaistumisen ja norjalaistumisen läpi vähemmistökielenä. Minun mielestäni Torniolaakson "meidän kielikin" on vanhaa kveenin kieltä tai vanhalla meidän kielellämme kainun kieltä. | Traducción en español: El idioma kven es la lengua que el pueblo kven ha hablado y todavía lo habla hoy en día y que ha sobrevivido a la suequización y norueguización como una lengua minoritaria. En mi opinión el meänkieli del Valle del Torne es también una antigua lengua kven o en nuestra lengua, kainu. |